# Serguéi Kiriyenko
Serguéi Vladilénovich Kiriyenko (en ruso: Серге́й Владиле́нович Кирие́нко; Sujumi, 26 de julio de 1962) es un estadista y político ruso. Asumió el cargo como primer ministro de Rusia del 23 de marzo de 1998 hasta el 23 de agosto del mismo año, bajo el mando del presidente Borís Yeltsin. Actualmente, es el jefe de Rosatom, una empresa estatal de energía nuclear.

## Inicios
Serguéi Kiriyenko nació en Sujumi, capital de la República Autónoma Socialista Soviética de Abjasia, y creció en Sochi, sur de Rusia. Después de su graduación del instituto, Kiriyenko se matriculó en la facultad de construcción naval en el Instituto de ingeniería en transporte naval de Nizhni Nóvgorod (Gorki), donde su padre divorciado lo educó.
Su abuelo, Yákov Israitel, hizo su nombre como un comunista devoto y miembro del Checa, y le regaló una pistola firmada por Vladímir Lenin por su buen servicio al Partido Comunista de la Unión Soviética.

## Primer ministro
Kiriyenko fue nombrado primer ministro después del despido del segundo gabinete de Víktor Chernomyrdin. La Duma Estatal, dominada por el Partido Comunista de la Federación rusa, rechazó dos veces su nombramiento oficial al puesto, pero el presidente Borís Yeltsin lo nomino por tercera vez y Kiriyenko fue confirmado de manera  oficial.
Junto con el vice primer ministro Borís Nemtsov y Anatoli Chubáis, Kiriyenko se hizo conocido como uno de los "jóvenes reformistas". Intentaron mejorar la economía de la Rusia utilizando créditos del Fondo Monetario Internacional, y elevó la deuda nacional, llegando a los $22.6 mil millones de dólares.
El gabinete de Kiriyenko incumplió pagar los cupones de la los bonos del estado GKO-OFZ, lo que llevó a la devaluación del rublo ruso y el surgimiento de la crisis financiera rusa de 1998. Responsable de la crisis, renunció el 23 de agosto.

### Demanda por difamación
En 2004, Nóvaya Gazeta imprimió siete artículos del columnista Gueorgui Rozhnov, el cual acusó a Kiriyenko de sustraer $4.8 mil millones de dólares del Fondo Monetario Internacional en 1998 cuando fue primer ministro de Rusia. El diario basó las acusaciones en una carta presuntamente escrita a Colin Powell y firmado por los congresistas de los Estados Unidos, Philip Crane, Mike Pence, Charlie Norwood, Dan Burton y Henry Bonilla y publicado en el sitio web del Consejo de Defensa estadounidense. El periódico llegó a confirmar que Kiriyenko había utilizado parte de los fondos sustraídos para comprar bienes raíces en los Estados Unidos. El diario de Moscú, The eXile, anunció que había enviado la carta como broma, pero más tarde afirmó que esto había sido un chiste. En respuesta, Kiriyenko demandó a Nóvaya Gazeta y a Rozhnov por difamación, El tribunal falló a favor de Kiriyenko y  condenó a Nóvaya Gazeta a retractarse de todas las publicaciones que lo relacionaran con las acusaciones, señalo también que "El contenido de Nóvaya Gazeta sobre los fondos del FMI incluye una gran cantidad de información sin pruebas algunas" y también declaró que el diario "está obligado a publicar solo información probada oficialmente que relacionara al señor Kiriyenko con  la malversación de fondos."

## Formación del SPS
Junto con Nemtsov, Chubais, Irina Jakamada y Yegor Gaidar, Kiriyenko formaron el Soyuz Právyj Sil (SPS, Unión de Fuerzas de Derecha), uno de los partidos demócratas liberales más grandes de Rusia. El partido quedó en cuarto lugar en las elecciones de 1999.
Participó en las elecciones para la alcaldía de Moscú y quedó en segundo lugar después de Yuri Luzhkov.

## Rosatom
Kiriyenko fue nombrado para dirigir Rosatom, la Agencia Federal de Energía Atómica, el 30 de noviembre de 2005. Es también presidente del consejo de administración de la compañía nuclear Atomenergoprom.
Dijo el 18 de septiembre de 2006 mientras estaba en Viena, que el reactor en la planta nuclear de Bushehr en Irán tendría que estar operando por septiembre de 2007 y la planta estaría activa en noviembre de 2007. Defendió la idea del presidente Vladímir Putin de crear un sistema internacional de centros de enriquecimiento del uranio. Un centro de enriquecimiento del uranio podría ser operacional en Rusia en 2007. Respondiendo a la pregunta de un reportero, Kiriyenko dijo que la planta Bushehr no afectaría a la  proliferación  no nuclear y que nada impediría la cooperación energética Irán-Rusia. El Gobierno de Rusia planea suministrar combustible nuclear a la planta en marzo de 2007. Después de un retraso de tres años, Kiriyenko anunció el 21 de agosto de 2010 que la llegada de combustible nuclear en Bushehr marca "un acontecimiento de importancia crucial" que prueba que "Rusia siempre cumple sus obligaciones internacionales." El combustible nuclear gastado de la planta será devuelto a Rusia.